# Mare Insularum
Mer des Îles
Mare Insularum (mer des Îles, en latin) est une mare lunaire située dans le bassin Insularum immédiatement au sud de  Mare Imbrium. Le matériau du bassin remonte à l'époque de l'imbrien inférieur, alors que le matériau de la mare est de l'imbrien supérieur. Cette mer est bordée à l'est par le cratère Copernic, un des cratères les plus remarquables de la lune, et à l'ouest par Kepler. Oceanus Procellarum rejoint cette mer au sud-ouest.
Les traînées rayonnantes émanant de Kepler et de Copernic sont visibles sur cette mer.